# Janildes Fernandes
Janildes Fernandes Silva (São Félix do Araguaia, Mato Grosso, 23 d'agost de 1980) és una ciclista brasilera que fou professional del 2001 al 2009. Ha participat en tres edicions dels Jocs Olímpics. Ha guanyat diversos cops els campionats nacionals en ruta i contrarellotge.
La seva germana Clemilda també s'ha dedicat al ciclisme.

## Palmarès
- 1998
  - 1a a la Prova Ciclística 9 de Julho
- 1999
  - 1a a la Prova Ciclística 9 de Julho
- 2000
  - 1a a la Prova Ciclística 9 de Julho
- 2002
  - 1a al Gran Premi della Liberazione
- 2003
  - 1a a la Copa Amèrica de Ciclisme
- 2007
  -  Campiona del Brasil en contrarellotge
- 2008
  - Vencedora d'una etapa a la Volta a El Salvador
- 2009
  -  Campiona del Brasil en ruta
  - 1a a la Copa Amèrica de Ciclisme
- 2010
  -  Campiona del Brasil en ruta
- 2011
  - 1a a la Copa Amèrica de Ciclisme
- 2012
  - 1a a la Copa de la Federació Veneçolana de Ciclisme
- 2015
  - 1a al Tour de San Luis
- 2016
  - 1a a la Copa de la Federació Veneçolana de Ciclisme